# L.A. Guns
L.A. Guns és un grup de Hard Rock de Los Angeles, Califòrnia, originalment format el 1983, tot i que la seva carrera discogràfica pròpiament dita no va començar fins al 1988. Van arribar a la seva major popularitat durant els 80, coincidint amb el boom del Hard Rock de L.A.; els seus dos primers discos van arribar amb un gran èxit comercial i són considerats com clàssics del Hard Rock angelicà d'aquest període. Així mateix són coneguts perquè dos membres de la seva formació més primitiva (el qual no va arribar a editar cap àlbum) va integrar Guns N' Roses amb membres de Hollywood Rose. El seu major èxit comercial va ser el tema "Ballad of Jayne", donat suport per un video molt promocionat a la MTV.
El seu estil i imatge es descriu sovint com Sleaze Rock, una variant del Glam Rock, que servia per a definir a tots els grups que giraven al voltant de Sunset Strip, i que es caracteritzava per una imatge més bruta i rondaire que la de les bandes glam clàssiques.
En l'actualitat segueixen en actiu, tot i que hi ha dues bandes en gira que es disputen el nom; la liderada pel cantant Phil Lewis, i la del guitarrista Tracii Guns; encara que és la de Phil Lewis el qual segueix la línia de continuïtat de les diverses encarnacions de la banda, i la responsable de la seu recent disc, "Tales from the srip".

## Història

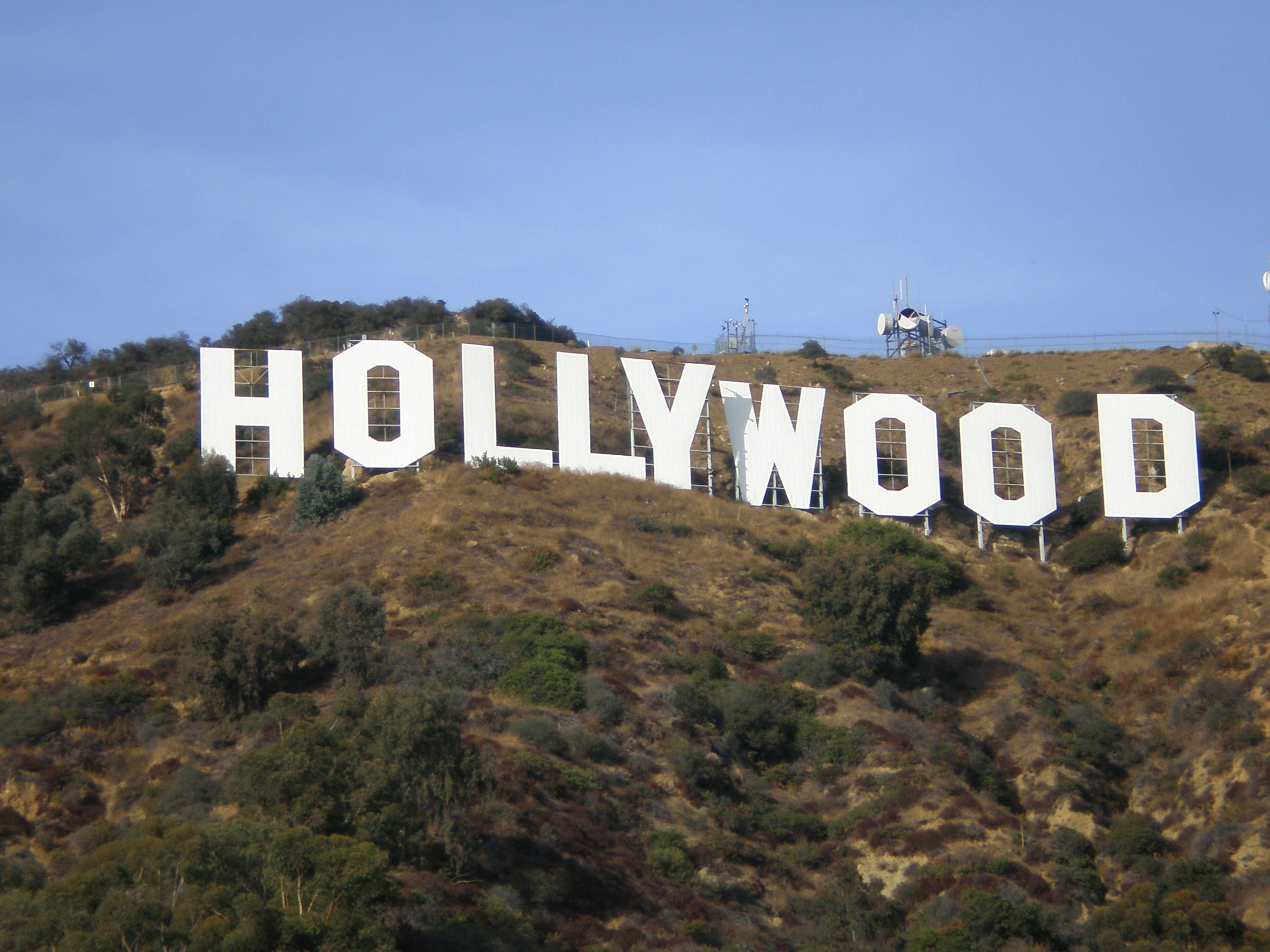
Hollywood és un tema recurrent en la temàtica i estètica del grup.

### Formació primitiva (1983-1985)
En els 80 Tracii Guns va formar la banda coneguda com a L.A. Guns amb el cantant Michael Jagosz, el baixista Ole Beich, i el bateria Rob Gardner. Michael Jagosz va ser empresonat per una curta temporada, i substituït per un cantant anomenat Axl Rose. Axl se'n anar del grup per formar Hollywood Rose i Michael Jagosz va tornar a ocupar el lloc després del seu retorn de la presó. Més tard, Tracii Guns, Rob Gardner, i Ole Beich van fusionar L.A. Guns i Hollywood Rose, que incloïa a Axl Rose i Izzy Stradlin. El nou grup es va denominar Guns N' Roses. Tracii ràpidament va deixar la banda per diferències amb Axl Rose, i va tornar a reformar L.A.Guns.

### Refundació (1985-1988)
Per a la segona alineació de L.A. Guns, Tracii va reclutar al bateria Paul Mars Black dels The Joneses, com a vocalista, al guitarrista Mick Cripps com a baixista, i al bateria Nickey "Beat" Alexander. Més tard es va unir el qual fora primer cantant de Dogs D'amour Robert Stoddard, a la guitarra rítmica. Aquesta formació va fer gires entre 1985 i 1986, amb Black contribuint al material que després conformaria el seu disc de debut.

### Formació clàssica (1988-1992)
Paul va ser substituït per Phil Lewis, frontman de la banda britànica Girl. Mick passa a la guitarra, i el qual després seria membre de Faster Pussycat, Kelly Nickels, passa al baix; amb aquesta formació, L.A. Guns van gravar el seu disc de debut, publicat en 1988 en Vertigo Records, i titulat simplement L.A. Guns. El disc comptava amb un so directe i rondaire, i encara és rememorat com una de les peces bàsiques del Hard Rock de la seva època; la portada del disc mostrava el logotip del grup, una calavera flanquejada per dues pistoles, i les llums de Hollywood al fons; el debut va popularitzar els singles "No Mercy", "One More Reason" i "Sex Action" juntament amb altres clàssics que encara formen una part imprescindible del seu repertori de directe. En el seu moment no va resultar un gran èxit de vendes, i no seria fins a 1993 que arribaria a l'estatus de Disc d'Or.
En la gira de l'àlbum, Nickey va ser reemplaçat pel qual seria bateria de W.A.S.P. Steve Riley; la formació es mantindria fins a 1992. En 1989, van publicar el seu segon àlbum Cocked & Loaded. Aquest disc contenia el seu gran èxit, "The Ballad of Jayne" que va catapultar l'àlbum a Disc d'Or i va constituir el punt àlgid del seu èxit comercial. L'àlbum també contenia els hits "Never Enough" i"Rip & Tear", donats suport per seriosos videoclips molt programats en MTV. El grup va publicar dos videos correspodientes a aquests dos discos, "One More Reason" (1989) i "Love, Peace, & Geese" (1990).

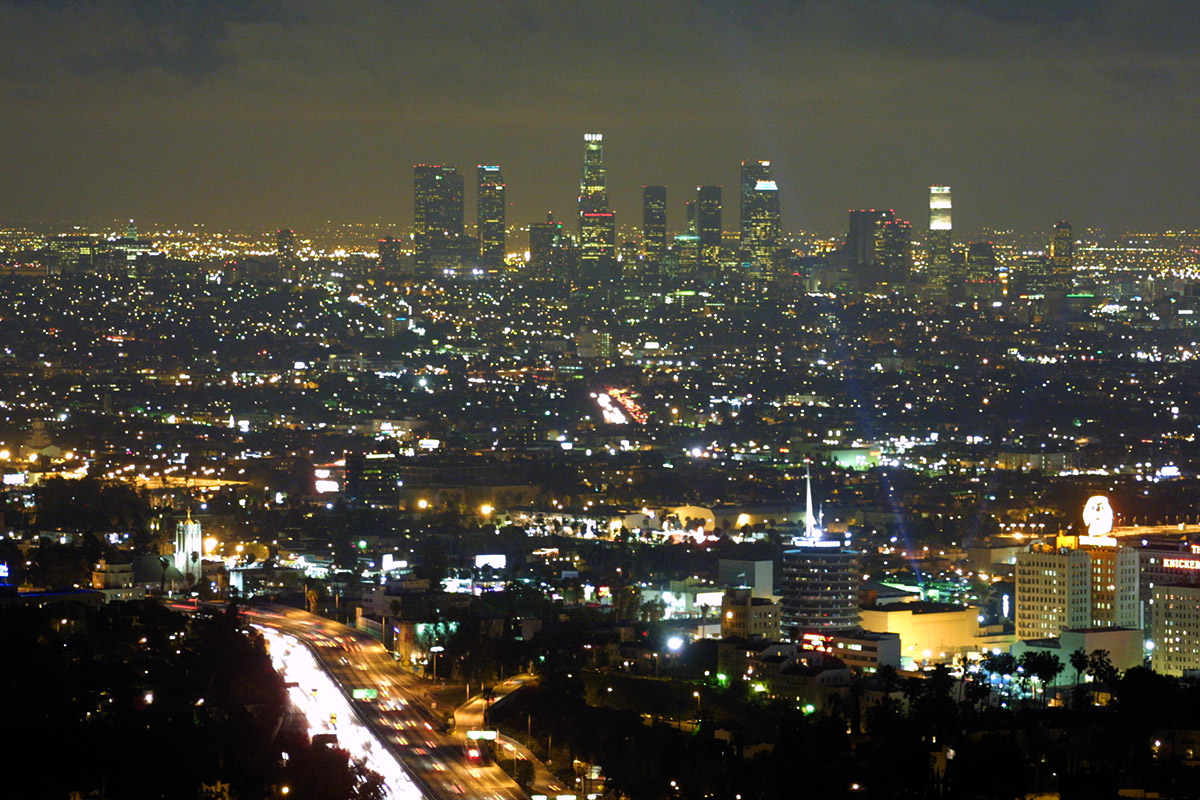
Vista nocturna de L.A. des de Hollywood Hills. L'auge de L.A. Guns va coincidir amb el boom de l'escena Hard Rock i Sleaze de Los Angeles.

El 1991, van publicar el seu tercer àlbum Hollywood Vampires en Polydor Records. El disc, encara que no va aconseguir arribar a l'èxit de Cocked & Loaded, si va tenir una bona acollida, contenint els Hits"Kiss My Love Goodbye" and "It's Over Now". Avui dia és considerat com a part de la seva trilogia clàssica, i conté dos temes molt benvolguts pels fans; "Over the Edge" (que apareixeria en la BSO de la pel·lícula Li criden Bodhi), i la belada "Crystal Eyes". En 1992, publicarien l'EP "Cuts", compost per cinc versions, i en 1993, quan el seu àlbum debut va arribar l'or, van participar en el Supergrup Contraband. En 1994 publiquen Vicious Circle, el seu quart àlbum, que contenia alguns temes ja publicats en l'anterior, com "Crystal Eyes". El bateria Michael "Bones" Gershima va tocar en parts del disc, ja que Phil Lewis havia expulsat al bateria Steve Riley. Riley va tornar a la formació per a la gira de Vicious Circle. Després d'això, L.A. Guns van ser expulsats de Polygram (Vertigo/Polydor) Records, i tant Phil Lewis com Mick Cripps van deixar el grup.

### Experimentació (1993-1998)
Al juliol de 1995 Tracii Guns i Steve Riley reclutaronn al vocalista Chris Van Dahl and i al guitarrista Johnny Crypt després de presenciar un concert de la seva banda Boneyard. Després de sis mesos d'enregistraments, Kelly Nickels deixa la formació i Johnny passa al baix per a evitar haver de reclutar altre membre més. En 1996, els nous L.A. Guns publiquen el seu sisè disc. American Hardcore, un àlbum que s'apartava del seu clàssic so de Hard Rock rondaire, per a bolcar-se a un Heavy Metall més fosc, un intent d'aproximació al so que triomfava en l'era Grunge, que va provocar el rebuig dels seus fans. Van girar durant 1996 i 1997, quan Tracii deixa marxar a Chris, esperant poder tornar a reclutar a Phil Lewis, i amb això els dies de glòria del grup. AL rebutjar Phil l'ofereix, el cantant Ralph Saenz va ocupar el lloc. Tracii, Steve, Johnny, i Ralph van girar durant of '97 i principis del '98, publicant l'EP de sis cançons Wasted.
A mitjan gira "Rock Never Stops" de 1998, Ralph deixa el grup per a formar la seva pròpia banda. Joe Lesté de Bang Tango i Jizzy Pearl de Love/Hate, dos grups de Hard Rock que van provar l'èxit en la difícil escena dels 90, van ser considerats com candidats. Tracii i Steve van triar a Jizzy i ràpidament es van llançar a la carretera. L.A. Guns van fer una gira de clubs amb Jizzy a la fi de 1998 i principis de 1999, i van publicar Shrinking Violet, produït pel llavors guitarrista de Guns N' Roses, Gilby Clarke. El disc va tornar a experimentar l'ostracisme i rebuig de públic i fans, a pesar de la qual cosa els discos clàssics de L.A. Guns seguien mantenint un estatus entre els aficionats.

### Reunió (1999-2003)
Tracii i Steve havien tractat amb els seus companys, Phil, Mick, and Kelly sobre una reunió. Quan Johnny va conèixer la notícia, va deixar el grup; es va anar el 6 de febrer de 1999. El disc de reunió, Greatest Hits and Black Beauties va ser publicat en Deadline Records gairebé coincidint amb Shrinking Violet, i va renovar l'interès del públic per L.A.Guns; però mentre, una reunió definitiva encara no va ser possible, i el grup va girar amb Pearl i Gilby Clarke para promocionar Shrinking Violet. Tot això va coincidir amb una època de revival del Hard Rock dels 80, després de la ressaca del Grunge, molts grups "Sleaze" es reactivaven o es reunien; així L.A. Guns va girar amb Great White, Poison i Ratt, en la gira "Exiled From The Mainstream", a l'estiu de 1999. L'1 de setembre de 1999, en Jizzy i en Chuck van ser expulsats de la banda, al consumar-se la reunió de la formació clàssica; Tracii Guns, Steve Riley, Phil Lewis, Kelly Nickels, i Mick Cripps. L.A. Guns van començar la seva gira de reunió a l'octubre de 1999 i van gravar un disc en directe en el seu Hollywood natal; el disc, Live: A Night on the Strip va ser publicat l'any següent.
L'agost del 2000, L.A. Guns van regravar i publicar Cocked & Loaded titulat Cocked & Re-Loaded en Deadline Records. Mick Cripps va tornar a la banda i Brent se'n va anar el 2000, per gravar el disc Man In The Moon, El primer veritable disc d'estudi amb Phil Lewis a les veus des de Vicious Circle. Mick va tocar el teclat en el, però no va sortir de gira. Muddy va deixar el grup després d'un escurça gira promocional; va ser reemplaçat per Adam Hamilton, a l'hivern de 2002 per a la gira de clubs.Man In The Moon, ressuscitava tan sols parcialment una mica del so clàssic del grup.
El 2002, publiquen Waking the Dead. El disc conté una mica del material més Heavy Metall que va gravar el grup, lliscant-se en algunes cançons per la línia oberta en American Hardcore, obertament rebutjada pels fans del seu material Sleaze; mentre, altres temes com "Revolution", que es va convertir en un clàssic del seu repertori, recuperaven de ple el so dels seus primers discos. El disc també incloïa "OK, Let's Roll" - dedicada a Todd Beamer i altres persones mortes en els Atemptats de l'11 de setembre de 2001.

### L.A. Guns sense Tracii Guns (2002-actualitat)
Per setembre de 2002, el guitarrista Tracii Guns es va involucrar en el seu nou projecte, Brides of Destruction, amb el baixista de Mötley Crüe, Nikki Sixx. Els Guns van veure el projecte com l'oportunitat de recuperar la credibilitat del "mainstream" que posseïen en els '80s.Però en 2004, Brides of Destruction es van embarcar en una gira mundial, i el futur de L.A. Guns va romandre en l'aire fins que Steve Riley i Phil Lewis van declarar en el programa de ràdio "Hairball John Radio Show" que la banda continuaria a pesar de l'entrada de Tracii en Brides of Destruction.
Amb un nou guitarrista, Stacey Blades, L.A. Guns van publicar el celebrat àlbum de versions Rips the Covers Of. El disc incuía versions de David Bowie ("Moonage Daydream"), Queen, ("Tie Your mother down"), The Stooges ("Search & Destroy") o Hanoi Rocks ("Until I get you"), adaptades a l'estil dels Guns, a més d'una presa en directe del seu propi temi "Revolution". A partir de la marxa de Tracii Guns, van passar per diversos canvis de guitarristas, i finalment van publicar el disc Tales from the Strip a l'agost del 2005; l'àlbum colliria un espectacular èxit de crítica als dos costats de l'atlàntic, i va ser saludat per fans i crítics com el millor disc de L.A.Guns en molts anys; un disc en el qual el grup es va decidir finalment a recuperar totalment el seu clàssic so i actitud, facturant poderosos temes de Sleaze Rock, amb treballades melodies i guitarres. És l'únic disc de L.A.Guns que no inclou a Tracii Guns, amb l'excepció d'un directe japonès.

#### Una segona formació de L.A. Guns (2005)
El 2005, es va publicar una sèrie de cançons remasteritzades, gravades pel cantant Paul Black, prèviament a l'entrada de Phil Lewis en el grup. Això va servir de pretext perquè Tracii Guns impulsés un grup amb Paul Black, Nickey "Beat" Alexander, i el fill de Tracii, Jeremy Guns, dedicat a interpretar en directe els vells temes de L.A.Guns; anomenada primerament "Tracii Guns band", però més tard es va fer gires sota el nom de L.A.Guns, la qual cosa provocaria que hi hagués dues bandes en actiu que usessin aquest nom.
Cal també remarcar que Tracii Guns posseeix el 50% dels drets del nom L.A. Guns mentre que el bateria Steve Riley, l'únic membre que ha tocat en tots els discos i reencarnacions del grup des de Cocked & Loaded, posseeix l'altra meitat. Aquesta duplicitat ha causat certa controvèrsia entre els fans, que discuteixen sobre qui posseeix més legitimitat.
El 10 d'octubre de 2006, Phil Lewis va pujar a l'escenari amb Paul Black i Tracii Guns en el 20è aniversari del club "Cathouse", un local estretament vinculat a les escena Sleaze angelical dels 80, interpretant dualment una versió del teme "Rip and Tear".".

#### Esdeveniments recents
- El 29 d'agost de 2006, els L.A. Guns de Phil Lewis van publicar "Loud and Dangerous: Live From Hollywood", una recopilació en directe de l'actual formació, incloent un DVD amb recents actuacions.
- El 2 de gener de 2007, van publicar una version del temi "Crazy Bitch", una cançó d'un grup de l'escena angelina dels 90, que va liderar el revival del Hard Rock a finals dels 90 i principis dels 2000; Buckcherry.
- El març de 2007, el baixista Adam Hamilton és reemplaçat per Scott Griffin. El 15 de juliol de 2007, els L.A Guns de Paul Black van actuar en el festival glam metall "Rocklahoma."

## Membres

### Formació actual I
- Phil Lewis - veus
- Stacey Blades - guitarra
- Scott Griffin - baix
- Steve Riley - bateria

### Formació actual II
- Paul Black - veus
- Tracii Guns - guitarra
- Jeremy Guns - baix
- Chad Stewart - bateria

## Discografia

### Discs d'estudi
- No.1 Collector's Edition (1984)
- L.A. Guns (1988) - Disc d'Or (500.000 còpies venudes)
- Cocked & Loaded (1989) - Disc d'Or (500.000 còpies venudes)
- Hollywood Vampires (1991)
- Cuts (1992)
- Vicious Circle (1995)
- American Hardcore (1996) - sense Phil Lewis
- Shrinking Violet (1999) - sense Phil Lewis
- Cocked & Re-Loaded (2000) - regravació de Cocked & Loaded
- Man in the Moon (2001)
- Waking the Dead (2002)
- Rips the Covers Off (2004) - sense Tracii Guns, àlbum de represes + 2 títols En Directe
- Hollywood Raw: The Original Sessions (2004) - àlbum d'inèdits del 1987 + noves gravacions d'uns títols del 1r àlbum
- Covered in Guns (2010) - sense Tracii Guns, àlbum de represes
- Hollywood Forever (2012) - sense Tracii Guns
- The Missing Peace (2017) - reunió entre Phil Lewis i Tracii Guns
- The Devil You Know (2019)
- Renegades (2020) - àlbum de la versió Steve Riley / Kelly Nickels (Riley's L.A. Guns)
- Checkered Past (2021) - àlbum de la versió Tracii Guns i Phil Lewis (L.A. Guns)

### EP'S
- Cuts (1992)
- Wasted (1998) - sense Phil Lewis

### Directe
- Live! Vampires (1992) - només al Japó
- Live: A Night on the Strip (2000)
- Live Ammo (2004)
- Loud and Dangerous: Live from Hollywood (2006) - sense Tracii Guns
- Hellraiser's Ball Caught In The Act (versió en CD) (2008)

### Recopilatoris
- Best Of: Hollywood A Go-Go (1994) - només al Japó
- Hollywood Rehearsal (1997)
- Greatest Hits and Black Beauties (1999)
- Black City Breakdown (1985-1986) (2000)
- Ultimate L.A. Guns (2002)
- Black List (2005)
- 20th Century Masters - The Millennium Collection: The Best Of L.A. Guns (2005)

### Altres
- Holiday Foreplay (1991) - Promo
- "I Do" (Simple 2007) - L.A. Guns de Paul Black / Tracii Guns

### Vídeos musicals
- One Way Ticket - 1988
- One More Reason - 1988
- Sex Action - 1988
- Electric Gypsy - 1988
- Bitch is Back - 1988
- Cry No More - 1988
- Never Enough - 1989
- The Ballad of Jayne - 1989
- I Wanna Be Your Man - 1989
- Rip and Tear - 1989
- Malaria - 1989
- Some Lie 4 Love - 1991
- Kiss my Love Goodbye - 1991
- Over The Edge - 1991
- Long Time Dead - 1994
- Tie Your Mother Down - 2005

## Grups relacionats
- Axl Rose, Tracii Guns, Izzy Stradlin, Ole Beich, i Rob Gardner van ser la formació original de Guns N' Roses. Tots ells excepte Izzy Stradlin van estar també en L.A. Guns.
- Tracii Guns, Paul Black, Mick Cripps, Brent Muscat, Kelly Nickels, i Txad Stewart van tocar tots, en un o altre moment, en Faster Pussycat i L.A. Guns.
- En els 90, Mick Cripps va formar un grup de Rock Sinistre i experimental, cridat "Burning Retna". El bateria Nickey "Beat" Alexander i l'a la baixa Kelly Nickels van tocar també en aquesta banda.
- Robert Stoddard va ser el primitiu vocalista de Dogs D'amour, abans del lideratge de Tyla. El primitiu vocalista de L.A. Guns, Paul Black, també va gravar un àlbum amb el guitarrista de Dogs D'amour, Jo Amedia.